# Гофун

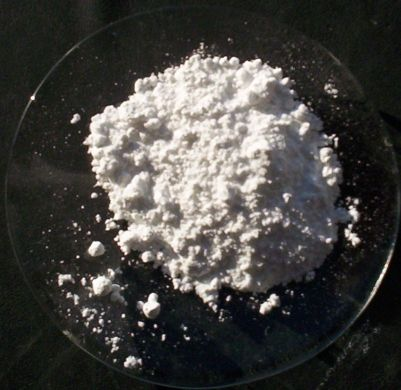
Гофун

Гофун або Хуфен (яп. 胡粉 порошок Го(Ху)) — білий порошок, який виробляється  із раковин  устриць, молюсків та гребінців, та використовується в Японії для створення "білої шкіри" у ляльок та на масках. Основним компонентом є карбонат кальцію, який характеризується гладкою, матовою текстурою з дрібними частинками.  Порошок називають Гофун, тому що коли його завозили з  Китаю, то казали що він прибув із країни Ху(Го) (на захід від Китаю), яка, ймовірно, відноситься до Персії (тепер Іран) на Близькому Сході, і була перевезена Шовковим шляхом. Сам Гофун  не має адгезійних властивостей й добре змішується з розчином клею, щоб легше було закріплять його на поверхні. Він має широке застосування і є важливим компонентом фарби для ніхонга та у створенні японських ляльок,  для формування шару покриття. Гофун  використовується різними способами, наприклад, для поліпшення кольору фарби, як базова основа,  для додання об’єму картині у якості ґрунтовки.

## Історія
Термін «гофун» здавна використовувався як для білого свинцевого порошку, так і для порошку з молюсків. І Іншими словами, на 6-му році Тенпйо (734),  використовує раковини устриць та інших молюсків для білого кольору маски Кораку, яка була створена для відкриття буддійського храму.  У «Чжан Хуа (232-300)» Бовучжі  згадується  про свинцевий білий порошок (основний карбонат свинцю), виготовлений  шляхом " смаження черепашок". Крім того, у 1637 році  порошок Ганьсу (Гофун) згадувався у Госен Вакашу, а у 1763 році у «Молюску Макіічі» Кокуріна Хіраги. Виявляється, що з давніх часів Гофуном називали як порошок зі "смажених молюсків" так й свинцевий білий порошок. Проте в період Нара білий свинець був терміном саме для білого свинцю, а не порошку, виготовленого з черепашок.
У японському живописі білі пігменти на основі свинцю в основному використовувалися з давніх часів до періоду Муромачі, а від періоду Муромачі до раннього періоду Едо вони перейшли на білі пігменти, основною сировиною яких були раковини.  Білий свинець  в Японії поступово замінював порошок з раковини устриць через проблеми з ціною та через те, що він стає чорним через високу вологість.
Білі пігменти на основі свинцю мають давню історію використання як косметичні засоби. Гофун з свинцю використовували як пудру для обличчя в Японії.  Його використання буде заборонено після 1935 року.

## Матеріал

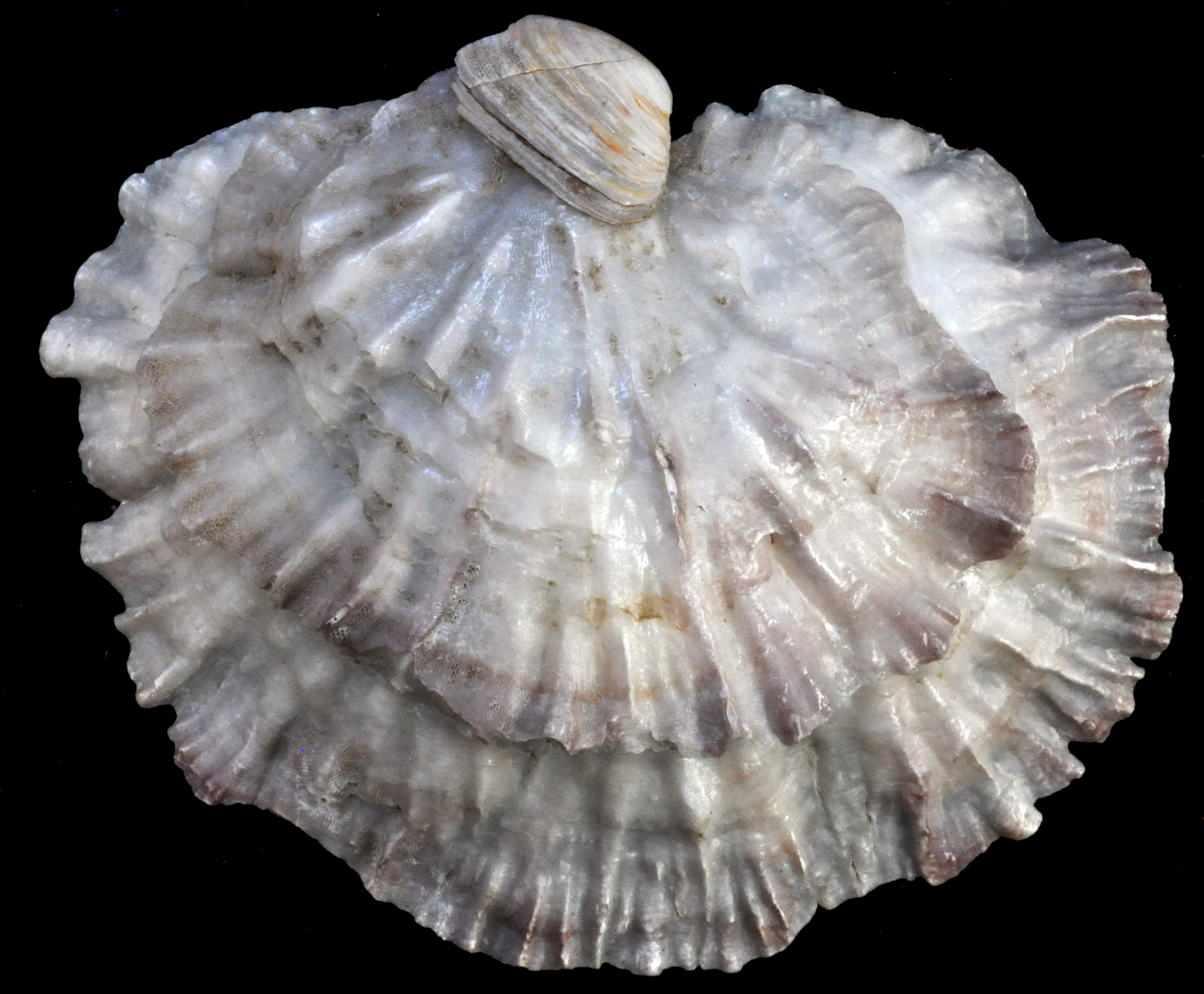
Устрица Ostrea denselamellosa

Частіш за все для виробництва гофуна використовуються  устриці, тому що вони мають високу білизну. Природно вирощені у внутрішньому морі Сето, раковини більші та товщі, ніж культивовані устриці, що робить їх більш кальцинованими. Проте останні десятиліття через забруднення моря, великі витрати на видобуток все менше є сировини.  Раковини устриць і гребінців також використовуються, але вони мають меншу кількість  карбонат кальцію. Устриці можуть використовується для їжі, однак якщо його раковина біла, то вона буде зберігатися та використовуватися для створення гофуну.

## Спосіб виготовлення
Не можливо використовувати черепашки відразу після вилову з моря або після того як їх використали у їжу.   Технологія підготовки черепашок до виготовлення гофуну називається «смаження молюсків».   Раковини виставляються на сонці на термін від місяців до десятиліть  для вивітрювання. Витримка та атмосферний вплив можуть видалити забруднення на поверхні та дати дозріти компонентам кальцію. Якість порошку гофун залежить від розміру раковин та їх текстури. Відрізняється залежно від різниці. З більш грубої текстури  виготовляють гофун «Білий сніг», який підходить для основи, і менш підходить для відбілювання; середня  текстури  гофун «Біле життя», який можна використовувати для основи та  відбілювання; найвищий ґатунок  «Золотий фенікс», дуже дрібний, тому найбільш підходить для забілення.
Білий гофун  з черепашок має м’якший і тепліший відтінок, ніж білий свинець. Його унікальний білий колір використовувався не тільки для картин, а й для різних речей.  Лялькарі  та майстри масок театру Но для створення забілення використовують гофун з черепашок, бо він є єдиним малярським матеріалом, який набуває білого кольору, навіть якщо його нанести тонким шаром, оскільки частинки дрібні. Білий колір ляльок Хіна, Гошо і Хакато отримують шляхом розведення гофуну  клеєм до злегка рідкої пасти.